# Trembling Before G-d
Trembling Before G-d es una película documental realizada en 2001 sobre judíos ortodoxos gais y lesbianas que tratan de reconciliar su sexualidad con su fe. La dirección estuvo a cargo de Sandi Simcha DuBowski, un estadounidense que quería comparar las actitudes ortodoxas frente a la homosexualidad con su propia educación como judío conservador gay. La película ganó varios premios, entre ellos el Premio Teddy a la mejor película documental en el Festival de Cine de Berlín de 2001, así como el de mejor documental en el Festival Internacional de Cine de Chicago de 2001 y en los GLAAD Media Awards de 2003.
La cinta se filmó con un equipo de vídeo compacto y después se transfirió digitalmente a película de 35 mm. El video era una mezcla de tomas de entrevistas en los hogares y oficinas de los sujetos, con secuencias al estilo del cinéma vérité, y material filmado en un escenario de sonido, con actores voluntarios realizando rituales judíos en silueta detrás de una pantalla. Está realizada principalmente en inglés, pero también tiene algunos segmentos en yiddish y hebreo que aparecen subtitulados.
Trembling Before G-d sigue la vida de varios judíos ortodoxos gais y lesbianas e incluye entrevistas con rabinos y psicoterapeutas acerca de las actitudes ortodoxas hacia la homosexualidad. Durante la producción, que duró seis años, DuBowski se entrevistó con cientos de homosexuales judíos, no obstante, solo un puñado de ellos accedió a ser filmado por temor a ser repudiados por sus comunidades. Muchos de los que estuvieron de acuerdo en ser entrevistados son mostrados como siluetas o con sus rostros pixelados. La mayoría de los participantes son judíos estadounidenses, con excepción de un británico y un israelí.
Tuvo cierto éxito en la taquilla, recaudó más de 5500 dólares en una sola sala en su primer día de exhibición y 788 896 en ocho salas para su fecha de cierre el 5 de enero de 2003. La película obtuvo también diez nominaciones a premios y ganó siete de ellas. La recepción por parte de las comunidades judías ortodoxas fue ambivalente. Varias sinagogas ortodoxas apoyaron la exhibición del documental, pero ningún grupo jaredí se pronunció a favor. Tradicionalmente el judaísmo ortodoxo ha condenado las prácticas homosexuales, ya que están prohibidas tanto en la Torá, como en el Talmud de Babilonia. En las últimas décadas, según el documental, la posición sobre la homosexualidad se ha vuelto más empática. Sin embargo, el judaísmo jaredí, la forma más conservadora del judaísmo ortodoxo, todavía considera la homosexualidad como una perversión. Como resultado de las respuestas positivas recibidas de los homosexuales judíos ortodoxos, los creadores de la película han establecido varias organizaciones para enseñar a los educadores y a los rabinos ortodoxos sobre la homosexualidad.

## Antecedentes
La comunidad judía ortodoxa prohíbe la práctica homosexual de forma general, aunque dentro de ella existe una diversa variedad de puntos de vista respecto a la homosexualidad. Si bien hay discrepancias en cuanto a que se actúa en virtud de prohibiciones básicas, todo el judaísmo ortodoxo incluye ciertas actividades homosexuales, entre ellas el sexo anal entre varones, en la categoría de yehareg ya'avor ve'al, «morir antes que transgredir» —la pequeña categoría de actos bíblicamente prohibidos (que también incluye la apostasía, el asesinato, la idolatría, el adulterio y el incesto) por las que un judío ortodoxo está obligado, en virtud de las leyes judías sobre el sacrificio, a morir antes que incurrir en ellos—.
La familiaridad con los estudios sociológicos y biológicos, así como el contacto personal con los homosexuales judíos, ha llevado a algunos líderes ortodoxos a un punto de vista más empático, que considera a los homosexuales como enfermos mentales en lugar de rebeldes y aconseja el tratamiento en lugar del ostracismo o la cárcel. En el anuario de 1974 de la Enciclopedia Judaica, el rabino Norman Lamm, uno de los líderes del judaísmo ortodoxo moderno, instó a la empatía y el tratamiento: «El judaísmo no admite ningún compromiso en su repudio de la sodomía, pero anima a la compasión y al esfuerzo en la rehabilitación». Lamm comparó a los homosexuales con los que intentan suicidarse —lo que también es pecado en la ley judía— y argumentó que en ambos casos sería irresponsable rechazar o encarcelar al pecador, pero sería igualmente erróneo que la sociedad les diera una «aprobación abierta o incluso tácita».
Muchos miembros de la comunidad judía siguen considerando la homosexualidad como una perversión. Cuando el rabino ortodoxo Steven Greenberg anunció públicamente que era homosexual, hubo una significativa respuesta de los rabinos de todas las denominaciones recogida en los periódicos judíos. Moshe Tendler, destacado rabino de la Universidad Yeshivá Ortodoxa Moderna, declaró: «Es muy triste ver a una persona que acudió a nuestro yeshivá, hundido hasta lo más profundo de lo que consideramos una sociedad depravada» y opinó que el anuncio del rabino Greenberg es «exactamente lo mismo como si dijera que por declarar "soy un rabino ortodoxo y como sándwiches de jamón en el Yom Kippur", se convirtiera en un rabino de reforma».

## Producción
Sandi Simcha DuBowski realizaba vídeos acerca de la derecha religiosa cristiana cuando comenzó a examinar su propia educación como judío conservador gay y empezó a hacer un videodiario personal sobre su búsqueda de la homosexualidad entre la comunidad ortodoxa judía. Durante la producción de la película, DuBowski dijo: «Creo que no fue hasta que conocí a personas que fueron expulsadas de sus familias y sus yeshivás, dentro de matrimonios donde traicionaban a sus cónyuges, que me quedó claro por qué estaba haciendo esta película. Pero entonces supuso para mí una enorme responsabilidad hacia la gente que conocí, hacia el tema y hacia la comunidad». Se reunió con miles de personas, pero solo unas pocas aceptaron actuar en la película, ya que la mayoría estaban demasiado temerosos de ser expulsados de sus comunidades. Incluso cuando entrevistó a los que estaban de acuerdo en aparecer, DuBowski tuvo que ocultar el equipo de cine para que sus vecinos no supieran que habían aceptado participar. Como resultado, el documental tardó seis años en ser terminado.
No hay narración y la película puede ser considerada como un ejemplo de cinéma vérité. También tiene intercalados cuadros vivos, representados en silueta, de las prácticas religiosas judías, por ejemplo el Sabbat. El lenguaje predominante es el inglés, con algunos pasajes en yiddish y en hebreo que aparecen subtitulados. Hay algunos fragmentos con importantes cantidades de Yeshivish, términos técnicos del judaísmo influidos por el yiddish, que también están subtitulados, por ejemplo, posek se traduce como «juez de la ley judía» y daven se traduce como «orar». El título es una alusión a la palabra «jaredí» —en hebreo: חֲרֵדִי—, que puede ser interpretada como «el que tiembla» en el temor de Dios. La grafía de la palabra Dios —en inglés God— en el título de la película, refleja la práctica judía de evitar escribir el nombre de Dios. Al omitir la letra situada en medio —G-d—, la palabra no está escrita en su totalidad y se elimina así la posibilidad de destruir accidentalmente el nombre escrito de Dios, lo que violaría uno de los 613 Mitzvot del judaísmo —el número 8 en la lista de Maimónides—.

## Sinopsis
Trembling Before G-d entrevista y sigue a varios judíos ortodoxos gais y lesbianas, muchos de los cuales solo se ven en silueta, y también entrevista a rabinos y psicólogos con respecto a sus puntos de vista sobre la homosexualidad en el judaísmo ortodoxo. La película retorna varias veces sobre algunos personajes: 
David es un médico judío ortodoxo observante de Los Ángeles, que lleva una década intentando conciliar su homosexualidad con el judaísmo. Ha intentado muchas formas de «tratamiento», desde comer higos y rezar, hasta usar una banda elástica en la muñeca para darse un golpe cada vez que piensa en hombres, pero fue en vano. Durante el transcurso de la película, David decide visitar al rabino del Jabad a quien acudió previamente.
Israel es un neoyorquino de 58 años de edad que decidió que no podía ser gay y ortodoxo, así que dio la espalda a su religión, aunque no antes de que su familia lo obligara a someterse a una terapia de electrochoques para tratar de curarlo. Ahora es un guía turístico que trabaja en las inmediaciones del vecindario jaredí de Nueva York. La película lo sigue mientras realiza un tour, se autopsicoanaliza, y decide, en el 25 aniversario de relación con su compañero de vida, llamar a su padre de 98 años de edad, un rabino a quien no ha visto en más de veinte años.
Michelle es otra neoyorquina de aproximadamente cuarenta años que creía que era la única lesbiana jasídica del mundo y como consecuencia se dejó presionar para contraer matrimonio. Más tarde se divorció y posteriormente fue condenada al ostracismo por su familia y la comunidad cuando se descubrió que era homosexual. La película muestra su visita a su antiguo barrio y a una feria ortodoxa.
El rabino Steven Greenberg, el primer rabino ortodoxo abiertamente gay, aborda las reacciones de los padres a la decisión de sus hijos de salir del armario, así como las interpretaciones tradicionales de la prohibición de actividades homosexuales en la Torá. Greenberg también fundó Open House, una organización para promover los derechos gay en Israel que proporciona apoyo a gais judíos ortodoxos y a sus familias.
Shlomo Ashkenazy es un psicoterapeuta gay que ha dirigido un grupo de apoyo confidencial para hombres gay ortodoxos durante casi 20 años. Es entrevistado acerca de los efectos de las actitudes ortodoxas hacia la homosexualidad y las reacciones de los rabinos hacia los judíos gay.
Mark es hijo de un rabino inglés ultraortodoxo. Salió del armario a los 15 años, lo expulsaron de siete yeshivás por actividades homosexuales antes de convertirse en drag queen y ahora está muriendo a causa de enfermedades relacionadas con el sida. En el transcurso de su participación en la película visita algunas yeshivás y otros lugares de culto. Parece mantenerse optimista al afirmar: «Ser judío es recibir un agradable regalo».
«Malka» y «Leah», que como otros entrevistados no se atreven a dar sus verdaderos nombres, son dos lesbianas ortodoxas observantes que han estado juntas durante diez años, lo que ha destruido la relación de Malka con su familia. En la película hablan con franqueza sobre sus vidas y sobre su temor de no poder llegar juntas al cielo. Son mostradas preparándose para el Sabbat y en el momento en que Leah aconseja a una lesbiana jasidí casada que tiene pánico de que su marido se entere y le quite a sus hijos.
«Devorah» es una lesbiana jasídi casada que vive en Israel, quien aparece solamente en silueta y con su voz modificada electrónicamente; a su juicio, su matrimonio, de veinte años de duración, es una mentira que solo puede enfrentar tomando antidepresivos. La película la sigue mientras asiste a su primer desfile del orgullo gay, donde se siente ofendida por el sentimiento antiortodoxo de los oradores.

## Recepción

### Crítica
El estreno general de Trembling Before G-d fue el 21 de octubre de 2001 en Nueva York, donde rompió el récord de taquilla de apertura del Film Forum con una recaudación de más de 5500 dólares en el primer día de lanzamiento. De acuerdo con Box Office Mojo, recaudó 788 896 dólares en la taquilla durante su estreno. Fue muy bien recibida por la crítica, con descripciones como: «Con su testimonio de angustia y alegría, Trembling es un tributo al espíritu humano, no a las instituciones que tratan de definirlo», y «[...] un documental bellamente ejecutado que explora las vidas de los judíos gais y lesbianas [...]». Los comentarios críticos recopilados por Rotten Tomatoes fueron positivos en un 89 %, logrando la posición 39 en la lista de Top Movies: Best of Rotten Tomatoes 2001. En Metacritic, la película recibió una Metascore de 66 —«por lo general comentarios favorables»—. La revista estadounidense sobre temas LGBT The Advocate la seleccionó entre las diez mejores películas de 2001.

### Religiosa
Trembling Before G-d tuvo un gran impacto, sobre todo en el medio judío ortodoxo, donde la recepción fue rotundamente negativa. Varias sinagogas ortodoxas apoyaron la proyección de la película en todo el mundo, incluso en Israel. El Gran Rabino de Sudáfrica, Warren Goldstein, la describió como «poco profunda intelectualmente» y comentó que su «caricatura de solo un lado del judaísmo ortodoxo no estimula significativamente el debate intelectual». Un rabino entrevistado por DuBowski se quejó de que «nos hace parecer estrechos e intolerantes». Arthur A. Goldberg, codirector de la organización de judíos exgay JONAH, escribió una carta al editor de The Jerusalem Post en la que se quejaba de que «la película expone la suposición, tendenciosa y falsa, de que la atracción y conducta homoerótica es irreversible» y que «los puntos de vista contrarios fueron, en palabras de los críticos, "tirados al piso" de la sala de edición de DuBowski». El psicólogo clínico ortodoxo Adam Jessel, comentó que «la cinta capta conmovedoramente el tormento de aquellos que se debaten entre sus creencias religiosas y su atracción por el mismo sexo. Uno no puede evitar sentir compasión por los entrevistados, que desesperadamente pierden su estilo de vida, sus lazos comunitarios y familiares con el mundo ortodoxo. Por desgracia, la película de DuBowski va más allá. Implícito en ella queda el mensaje de que la homosexualidad es deseable y que la única lucha de los entrevistados es que sus opciones sean aceptadas y validadas por la comunidad».
Ningún grupo ortodoxo jaredí se pronunció a favor de Trembling Before G-d. El rabino Avi Shafran, portavoz de Agudat Israel de América, una de las mayores organizaciones jaredíes, la criticó en un artículo titulado «Dissembling Before G-d» —Disimulando ante D--s—. En su respuesta, sostiene que las personas homosexuales pueden ser curadas a través de terapia y que la película está destinada a promover la homosexualidad:

Desafortunadamente, sin embargo, Trembling parece tener también otras intenciones. Si bien nunca defiende abiertamente el tema de la más amplia aceptación social de la homosexualidad o el abandono de los elementos de la tradición religiosa judía, estas causas son en realidad sutilmente evidenciadas, un cuadro simplista de la película presenta hombres y mujeres sinceros, en conflicto y victimizados, que enfrentan un grupo severo y obstinado de rabinos. Esa imagen es a la vez incompleta y distorsionada. Para empezar, se niega a permitir siquiera la posibilidad de que hombres y mujeres con preferencias homosexuales podrían —con gran esfuerzo, por cierto— lograr un matrimonio feliz y exitoso con miembros del sexo opuesto.
Shafran, Avi.

DuBowski sostiene que no hay una agenda para Trembling Before G-d, «más allá de aliviar la inmensa cantidad de dolor por el que las personas atraviesan» y que el judaísmo es retratado con cariño. De hecho, varios miembros de la audiencia durante las proyecciones preguntaron después cómo podrían convertirse. Trembling Before G-d también ha tenido impacto sobre otras religiones además de la judía: se han celebrado asimismo diálogos, proyecciones y debates por católicos, protestantes, mormones y musulmanes.

### Premios
| Año  | Festival                                  | Premio                                                 | Resultados |
| ---- | ----------------------------------------- | ------------------------------------------------------ | ---------- |
| 2001 | Washington Jewish Film Festival           | Premio del Público ― Mención Especial                  | Ganador    |
| 2001 | Festival de Cine de Sundance              | Premio del Gran Jurado                                 | Nominado   |
| 2001 | Seattle Gay and Lesbian Film Festival     | Premio del Público ― Documental Favorito               | Ganador    |
| 2001 | L.A. Outfest                              | Premio del Gran Jurado ― Mejor Largometraje Documental | Ganador    |
| 2001 | Festival Internacional de Cine de Chicago | Placa de Oro                                           | Ganador    |
| 2001 | Festival Internacional de Cine de Berlín  | Premio Don Quijote - Mención Especial                  | Ganador    |
| 2001 | Festival Internacional de Cine de Berlín  | Premio Teddy ― Mejor Película                          | Ganador    |
| 2002 | Glitter Awards                            | Mejor Documental elegido por la prensa gay de EE. UU.  | Ganador    |
| 2002 | Independent Spirit Awards                 | Truer Than Fiction Award                               | Nominado   |
| 2003 | GLAAD Media Awards                        | Mejor Documental                                       | Ganador    |
| 2004 | Satellite Awards                          | Mejor Documental DVD                                   | Nominado   |

## Legado
El DVD fue lanzado en 2003 y contiene muchas características adicionales, como extensas entrevistas con DuBowski y el rabino Steven Greenberg. También hay un minidocumental acerca de las reacciones a la película en todo el mundo y lo que ocurrió a las personas que aparecieron en ella. El tiempo total de reproducción de las características especiales es dos horas mayor que el propio documental.
Con una donación de Steven Spielberg, los creadores de la película han establecido el Trembling Before G-d Orthodox Education Project, para enseñar a los educadores y rabinos ortodoxos sobre la homosexualidad; también convocaron a la primera Conferencia Ortodoxa de Salud mental en la Homosexualidad y capacitaron a los facilitadores para mostrar la película a los líderes comunitarios. Más de dos mil directores, educadores y consejeros escolares han asistido a la proyección dentro del sistema escolar religioso de Israel. La película ha sido vista por aproximadamente ocho millones de personas alrededor del mundo. Tras el éxito de Trembling before G-d, DuBowski produjo un documental sobre gais musulmanes titulado A Jihad for Love.